# 제니스 (기업)
제니스(Zenith SA)는 조르주 파브르자코가 1865년(당시 22세)에 설립한 스위스의 시계 제조 기업이다.

## 갤러리

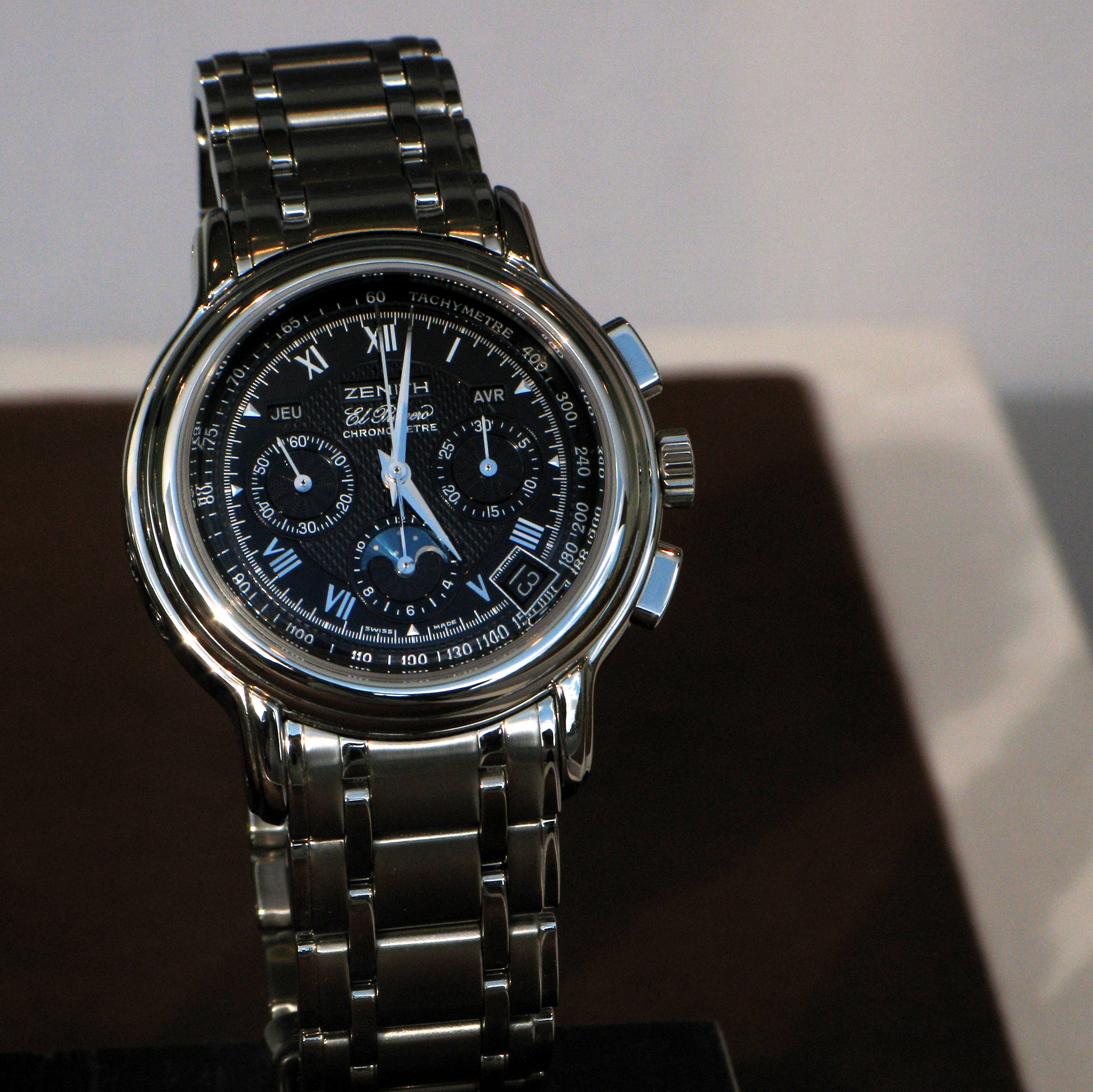
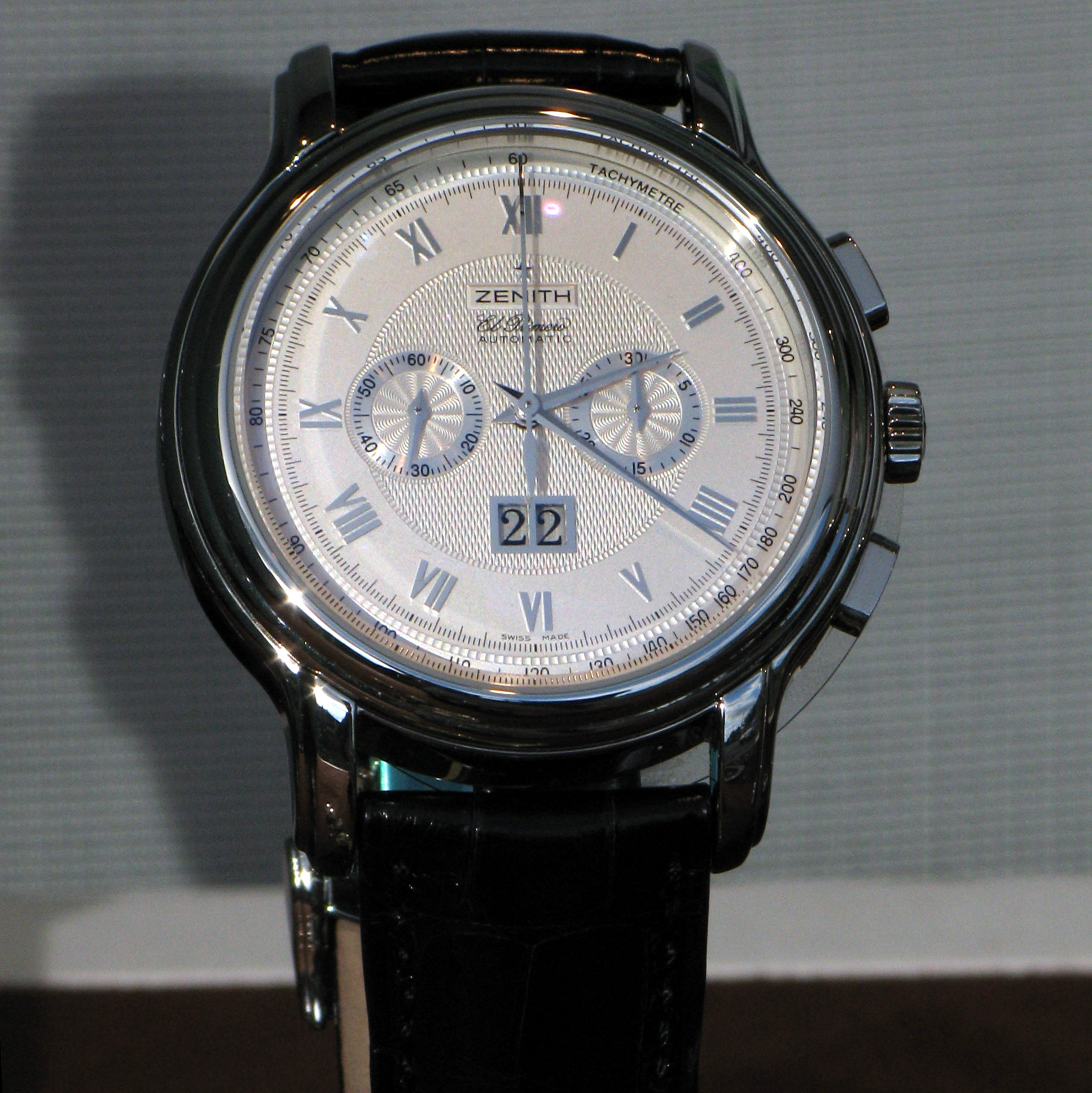
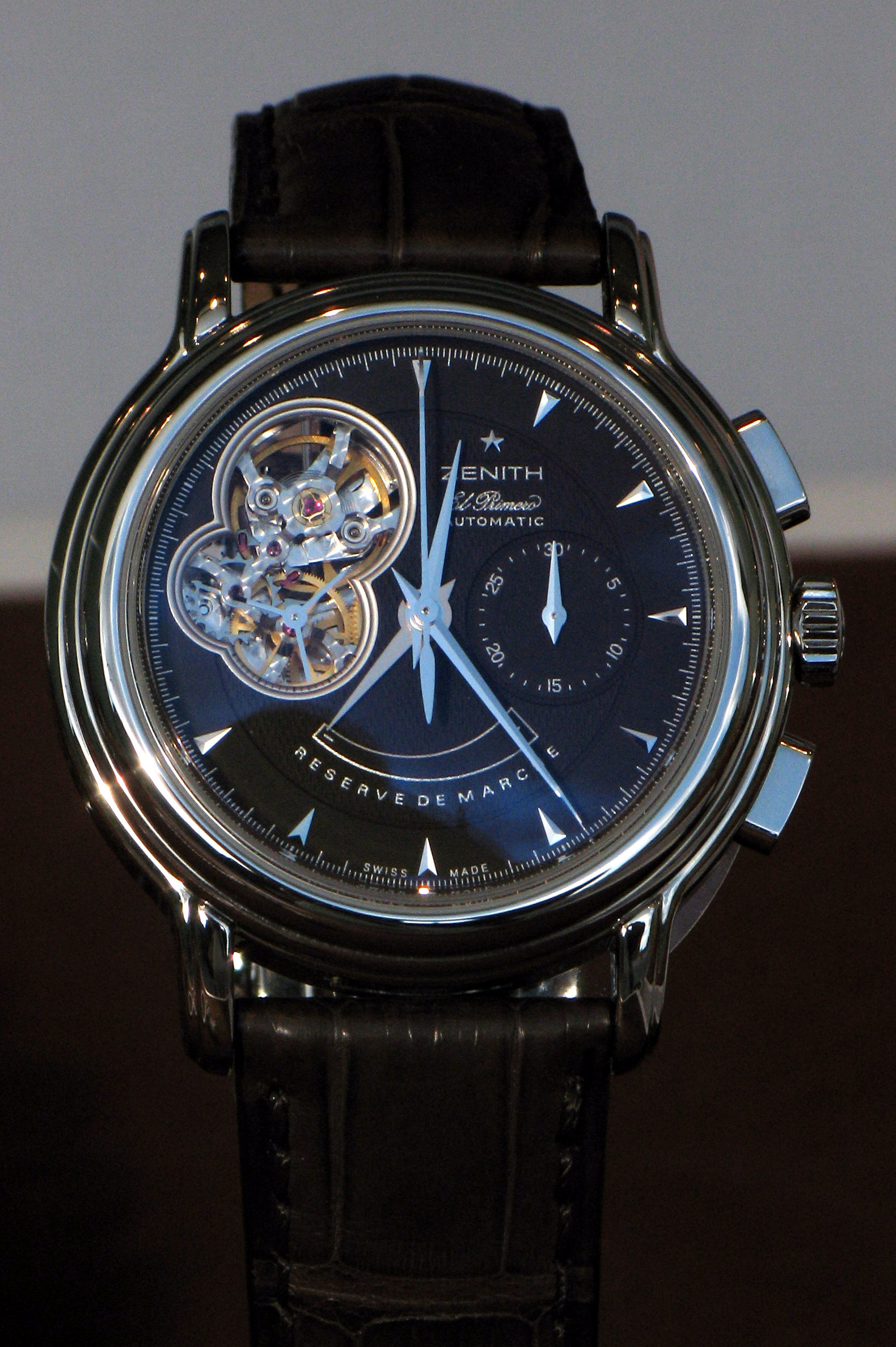